# La Fille de la tourbière
Pour plus de détails, voir Fiche technique et Distribution.
La Fille de la tourbière (Tösen från stormyrtorpet) est un film suédois muet de Victor Sjöström, réalisé d'après la nouvelle homonyme de Selma Lagerlöf et sorti en 1917.

## Synopsis
Une jeune femme, Helga, met au monde un enfant illégitime. Le père présumé refuse de le reconnaître et la fille se trouve rejetée par la communauté villageoise. Fort heureusement, le fils d'un propriétaire terrien, Gudmund, éprouve de la compassion et réussit à la faire embaucher comme servante auprès de sa mère. Sa fiancée, en revanche, n'apprécie pas et ressent une réelle jalousie. Mais, elle sera reconnaissante lorsque l'infortunée jeune femme apportera les preuves de l'innocence de Gudmund, injustement accusé de meurtre à l'issue d'une rixe.

## Fiche technique
- Titre du film : La Fille de la tourbière
- Titre original : Tösen från stormyrtorpet
- Réalisation : Victor Sjöström
- Scénario : Ester Julin et Victor Sjöström, d'après la nouvelle de Selma Lagerlöf
- Photographie : Henrik Jaenzon - Noir et blanc, 1,33:1
- Film muet
- Décors : Axel Esbensen
- Production : Charles Magnusson/Svenska Biograf A.B.
- Durée : 87 minutes
- Pays de production :  Suède
- Date de sortie : 10 septembre 1917

## Distribution
- Greta Almroth : Helga, la fille de la tourbière
- Nils Aréhn
- Georg Blomstedt : le père d'Hildur
- Thekla Borgh : la mère d'Helga
- Gösta Cederlund
- Lars Hanson : Gudmund Erlandsson
- William Larsson : le père d'Helga
- Karin Molander : Hildur
- Edla Rothgardt
- Concordia Selander : la mère de Gudmund
- Hjalmar Selander : le père de Gudmund
- Jenny Tschernichin-Larsson : la mère d'Hildur
- Sigurd Wallén : un homme à la ferme
- Einar Axelsson : un auditeur dans la salle d'audience

## Commentaire
- Victor Sjöström tourne La Fille de la tourbière, de suite après Terje Vigen. C'est le premier film adapté de l’œuvre de Selma Lagerlöf. L'action se situe dans le Varmland, la région dont est originaire la romancière.
- « Sjöström montre une fois encore son talent dans l'art de reconstituer des épisodes de la vie rurale. [...] Le décor naturel est utilisé avec une subtilité qui n'a été égalée par aucun autre réalisateur de l'époque (notons, toutefois, La Quatrième Alliance de Dame Marguerite (1920) de Carl Theodor Dreyer, qui avoue avoir été influencé par ce film)[1]. [...] La Fille de la tourbière attira l'attention du public sur la condition des classes rurales en Suède. Le succès de Sjöström se fonde sur son habileté à traiter ce sujet exotique avec un réalisme qui a dû paraître extrêmement émouvant à l'époque. [...] Par ailleurs, cette scène merveilleuse dans laquelle Gudmund Erlandsson (Lars Hanson), occupé à couper du bois, dit laconiquement au revoir à la fille de la tourbière (Greta Almroth), qui vient d'être chassée par la famille de sa fiancée, nous montre que Sjöström aurait pu être un formidable réalisateur de films sonores », écrit Peter Cowie[2].